# 79e corps d'armée
Le 79e corps d'armée chinois (anciennement 39e corps d'armée) est un corps de l'Armée populaire de libération. Il participa à la guerre de Corée.